# Lancia Artena
Der Lancia Artena war ein Automobil des Herstellers Lancia, das von 1931 bis 1942 produziert wurde. Das Vorgängermodell Lancia Lambda war durch den günstigeren Artena und den hochpreisigen Lancia Astura abgelöst worden. Etwas über dem Artena war das gleich motorisierte Zwischenmodell Lancia Augusta platziert.
Vorgestellt wurde der Artena auf dem Automobilsalon von Paris 1931. Der Wagen war, wie in der damaligen Zeit noch üblich, dazu ausgelegt, von externen Karosseriebaufirmen eine Karosserie aufgebaut zu bekommen, und markierte das obere Preissegment. Motorisiert war der Artena mit einem V4-Motor. Produziert wurde der Artena bis 1936. Er wurde im Folgejahr durch den Lancia Aprilia ersetzt. Für das Militär wurde jedoch von 1940 bis 1942 eine letzte Serie aufgelegt.

## Serien
Insgesamt gab es vier Bauserien:
- 1. Serie von 1931 bis 1932 in 1500 Einheiten
- 2. Serie von 1932 bis 1933 in 1520 Einheiten, Änderung war eine bessere Geräuschdämmung
- 3. Serie von 1933 bis 1936 in 2040 Einheiten, zusätzlich mit kurzem oder langen Radstand
- 4. Serie von 1940 bis 1942 in 507 Einheiten, Produktion für das Militär

## Abbildungen

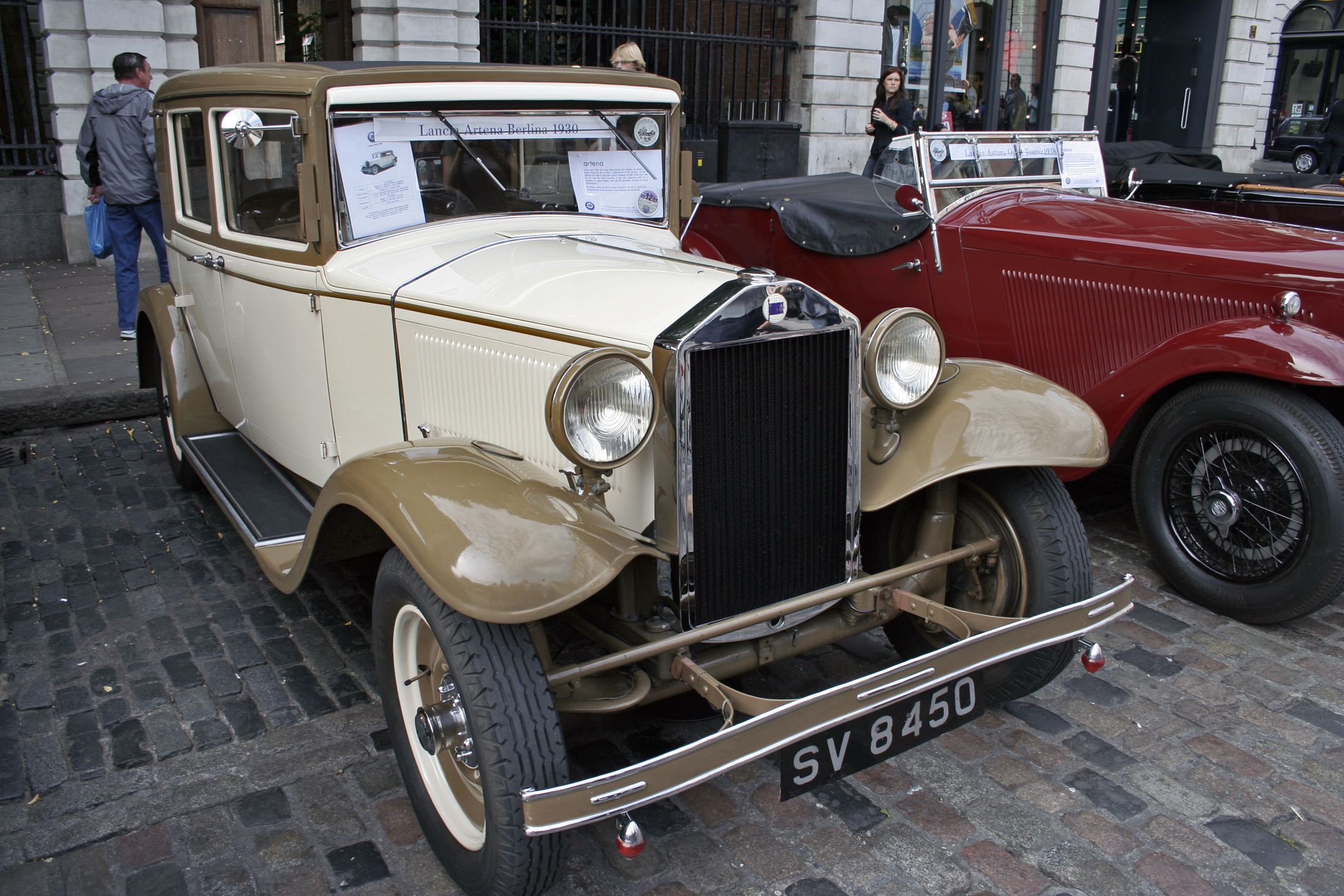
Lancia Artena Berlina
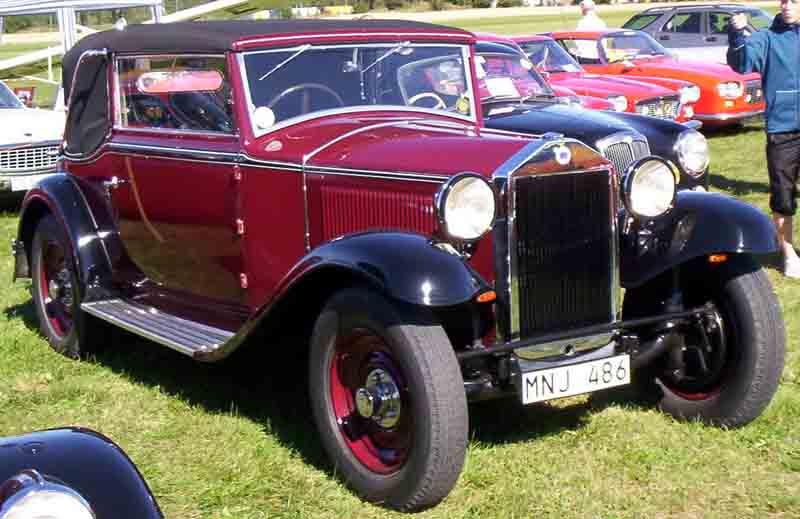
Lancia Artena Cabriolet
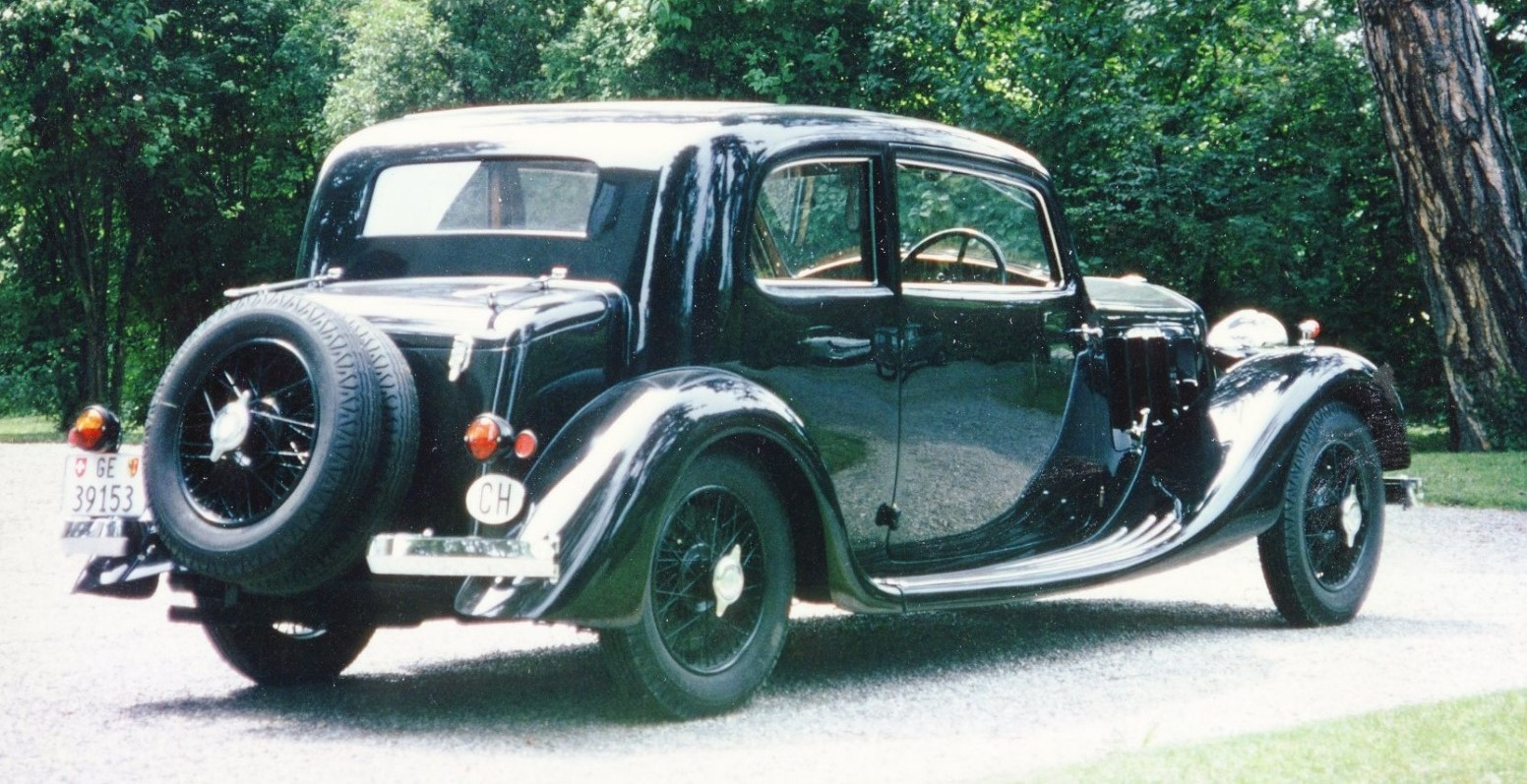
Lancia Artena von 1934